# گیش‌ماهی چشم‌درشت
گیش‌ماهی چشم‌درشت (نام علمی: Caranx sexfasciatus) نام یک گونه از سرده شاه‌گیش است.